# Ventilinsel
Eine Ventilinsel ist eine Zusammenfassung mehrerer pneumatischer Ventile auf einem Ort, z. B. auf einer gemeinsamen Platte. Ein Vorteil liegt in der zentralen Luftversorgung der Ventile. Mit einem gemeinsamen Anschluss werden alle Ventile der Ventilinsel versorgt, was einzelne Schlauchleitungen und -verbinder einspart.
Die elektrische Versorgung wird dabei ebenfalls zentralisiert. Bedeutsam ist auch die Ansteuerung der Ventile; diese können zu einem gemeinsamen Strang (Multipol) zusammengelegt werden. Es kommt verstärkt die Ansteuerung über einen Bus zum Einsatz.
Durch Bussysteme können heute viele weitere Funktionen wie beispielsweise die von Proportionalventilen, Druckmesssensoren oder gar ganze servopneumatische Steuerungen auf einer Ventilinsel einfach integriert werden. Technologisch wird dieser Fortschritt als Funktionsintegration bezeichnet und ermöglicht Ventilinseln den Schritt in Richtung einer Automatisierungsplattform. In der heutigen Industrie erreichen Ventilinseln hierdurch einen hohen Stellenwert, denn sie ermöglichen durch Funktionsintegration die Kosten zu senken.
Erfinder der Ventilinsel ist das schwäbische Automatisierungsunternehmen Festo, das 1989 die erste Ventilinsel auf den Markt brachte und seitdem weiterentwickelte.

## Anwendungsbereich
Ventilinseln kommen sowohl in der Prozess- als auch in der Fabrikautomation zum Einsatz. Sie finden immer dann Verwendung, wenn sowohl hohe Anforderungen an die Automatisierung als auch Betriebssicherheit der Gesamtanlage gestellt werden.